# 班戈鎮區 (愛荷華州馬歇爾縣)
班戈鎮區（英語：Bangor Township）是位於美國愛荷華州馬歇爾縣的一個行政鎮區。

## 地方資料
根據2010年美國人口普查的數據，班戈鎮區的面積為92.52平方千米，當中陸地面積為92.37平方千米，而水域面積為0.15平方千米。當地共有人口574人，而人口密度為每平方千米6.2人。